# Moraspungo (parroquia)
Moraspungo es una parroquia del Cantón Pangua de la provincia de Cotopaxi en Ecuador, creada el 31 de mayo de 1938.
Se sitúa a 500 metros sobre el nivel del mar. Tiene un clima subtropical.
Vegetación: Su principal fuente de riqueza es la agricultura, destacándose la producción del café, cacao, banano, caña de azúcar, yuca y cítricos en grandes cantidades.
La ganadería: Llegando a ser también una fuente de ingresos para sus moradores existen grandes porteros.
Riego: Con sus dos maravillosos ríos que recorren de oriente a occidente en la Angamarca y el Piñanato que separa de las dos provincias Cotopaxi y Bolívar; el río Sillagua y el estero Calabicito.
Productos: Sus principales productos son: cacao, naranjas, mandarina, caña de azúcar, plátano, banano, café, Yuca etc.
HISTORIA DE LA PARROQUIA "MORASPUNGO"
La parroquia Moraspungo, perteneciente al Cantón Pangua, provincia de Cotopaxi está localizada en el extremo sureste de la provincia, en el límite con Bolívar, comprendida en un área agroecológica que va desde los 360 metros sobre el nivel del mar, en la cual conviven 12 219 Habitantes, (5758 mujeres y 6481 hombres), Estas zonas poseen sus vías de comunicación hacia la sierra con vías de accesos hacia la ciudad de Ambato y Guaranda y hacia la costa con una vía hacia la ciudad de Quevedo. Según el III Censo Nacional Agropecuario del año 2002, el Cantón Pangua posee 44 000 hectáreas repartidas en 4871 Unidades Territoriales Productivas; de estas 17 207 pertenecen a cultivos permanentes y 3394 son cultivos transitorios. De las 4.871 Unidades Productivas un total de 1.460 señalan a las actividades agropecuarias como principal fuente de sus ingresos y de ellas apenas 72 señalan que reciben asistencia técnica y 115 trabajan con crédito.
Tomados a personas que despejaron montañas siendo los primeros agricultores, dando así origen a que la zona de Moraspungo.
Por la señora Ana S. Villacreces de Pino siendo la señora Lucila Burbano de Apunte, señores, Rafael Villacís, Amable Cela, Julio Timbiano, Fernando Hoyos, Gerardo Moya, todos en edad de los 75 a 80 años. Datos aún de la señora Celinda Cutos. Se consideran que los primeros vivientes que llegaron a despejar las grandes montañas vírgenes es estipula más o menos por los años 1901 a 1902 según los cálculos hechos por las personas que describen de sus progenitores, su nombre da a conocer que era habitada por los Incas y a que existen dos versiones en el idioma que dicho a Moralpungo en español puerta de moral, dada la abundancia de este material (árboles de madera moral), la segunda Moraspungo, por la existencia de esta fruta silvestre, siendo este nombre el que lleva en la actualidad “ Moraspungo”
Esta rica zona montañosa está ubicada en los decibeles de la cordillera occidental al oeste de los andes ecuatorianos, parodiaban de los caudalosos ríos Angamarca y Piñanato , muchos riachuelos y esteros con su húmedas permanente dando vida a tan abundantes bosques, con maderas de grandioso valor como el moral, cedro, laurel, guayacán, caña Guadua, caucho balsa chonta etc. estas selvas sembradas por la madre naturaleza fueron despejadas por personas llegadas de las distintas provincias ecuatorianas y pide la vecina república de Colombia
Todos ellos gente laboriosa y amantes de la agricultura. No les importó los peligros existentes, como los animales salvajes, el León el tigre, los reptiles como las serpientes que diezmaron preciosas vidas, insectos venenosos, aves de rapiña.
Construyeron sus casas de caña Guadua, sobre los altos pilares de maderas cubiertos de toquilla o de hojas de vijao, las escaleras también eran de caña Guadua, los que eran guardadas por las noches dentro de sus casas por temor a que subieran los animales salvajes.
Para su alimentación despejaron una extensión de montañas vírgenes y en su suelo exuberante sembraron maíz, plátano, yuca, camote. También disfrutaban de las riquezas naturales como la cacería la pesca, todo esto en abundancia porque esos montañas existían venados, puercos sajinos, guantas, guatuzas, conejos, armadillos, monos.
La pesca sucedidos y esteros estaban tupidos de ese es de diferentes clases, boca chicos, damas robalo etc.
Eran deleitados por preciosas aves como el azulejo, casigues, mirlos perdiz, Tucanes, pavas, las bulliciosas loras de diferentes clases, pericos en abundancia.
El agua era llevada a sus hogares en el nombrado bototo, que colocaban varios de estos en una especie de canasta llamada chalo, construido con bejuco existente en las montañas, el mismo que utilizaban para cordeles que tenían muchos usos el chalo era llevado a su casa cargado a la espalda. La noche era alumbrada con candiles siendo el combustible el kerex.
Dormían bajo grandes toldos por la abundancia de mosquitos que causaban el paludismo.
Su arma de defensa era la escopeta el revólver y el machete el mismo que era su herramienta de trabajo, junto con el hacha.
Su clima con dos estaciones invierno y verano, siendo este delicioso con una temperatura primaveral. En los meses de invierno tempestades y agua eran torrenciales, como relámpagos y truenos. Crecían los ríos en grandes proporciones, donde colocaban fuentes de caña Guadua, por donde cursaban con grandes dificultades y peligros en esta forma de lucha y trabajo tuvieron sus fincas con diferentes nombres como la ilusión, las juntas providencia baja, providencia alta, la estela, la María Lucila, el triunfo, san Fernando etc.
En las incas además de los sentidos alimenticias cultivaban la caña de azúcar, para su industrialización tuvieron trapiches que eran movidos por bueyes o mulares, de cuyo jugo se preparaban la panela, que llegó a ser una entrada económica para los agricultores. Como verdaderos amigos muchas veces se hacía imposible esta labor moviendo los animales en el lodacero .
La panela llegó a ser una industria muy importante en su economía con lo que pudieron ir aumentando sus envíos de caña de azúcar y se dedicaron a la fabricación de aguardiente en fábricas formadas de alambiques, tanques chamarras cubas, una huella que era un depósito redondo herméticamente tapado.
Según relaciona la señora Lucila Burbano de Apunte, quien con su esposo el señor Germán Apunte eran propietarios de una fábrica. El jugo de caña sea malo caldo que salía del trapicheen molido por mulares, corría por canales hechos de caña Guadua, cayendo en las cubas donde fermentaban de un día para otro, pasando a la huella que estaba colocada en un horno, que funcionaba con leña la huella herméticamente tapada, ésta tenía al centro un tubo bien cerrado, al destapar sale el líquido sea malo inicio, es que es nuevamente depositado en la bolsa, cuyo vapor sale por un tubo llamado serpentina, ésta permanece dentro del agua para enfriar el vapor, cayendo a los depósitos en forma líquida, siendo un aguardiente de primera calidad.
Éste licor era entregado directamente al estado a un precio muy bajo cielo reportaba los gastos de sus propietarios. Esta industria estaban vigilada por empleados del estado, quien con tronaba el producto sin que el dueño pudiera disponer de nada.
Al empleado tenían que darle alimentación y vivienda. Los empleados llamados guardas de estanco, vigilaban por todas las zonas donde existían estas fábricas para que no fuera vendido el aguardiente en forma particular.
Además cuidaban que no haya fábricas clandestinas; por ese motivo se presentaban graves encuentros con personas que cometían éstas infracciones y a que así consideraban el trabajo del agricultor. Por este motivo los propietarios sellaron algunas fábricas, desaparecieron sus cultivos de caña y se dedicaron a diferentes sembríos; como café, cacao y variedades cítricos.
Muchos de ellos se dedicaron a la caucheria, ya que esos montañas existían grandes cantidades de esta madera de la cual extraían la leche de caucho, para lo que se sin temblaban en la selva formando grupos selva no alimentos para una o dos semanas como esta materia llegó a ser tan importante para la fabricación de zapatos, botas, ponchos, protector de sombreros y pantalones denominados zamarros, todo esto para la estación invernal, día a día crecía esta explotación, por lo que los propietarios de las montañas pertenecientes a la provincia de los ríos, de entre ellos el señor Carlos Sotomayor no permitieron se sacaran sin pagar el respectivo precio, esto puede aceptado por los dirigentes de estos grupos quienes se encargaban de comprar a la vez pagar a sus compañeros siendo los ciudadanos Ángel Padilla hermanos, Guido y mentor Freyre, Antonio al gas, quienes se encargaban de llevar a la ciudad de Ambato para su debida fabricación. Esta sustancia era llevada en sus roles de caucho y a lomo de animal.
También fue una fuente de trabajo la boya, cuya madera se vendía en la ciudad de Guayaquil para su conducción se valieron de la corriente de los ríos Angamarca y Piñanato siendo una ayuda natural maravillosa, y con un pequeño esfuerzo del nombres llegaban a sus aguas dormidas donde formaban grandes balsas amarradas con bejucos que sacaban de la misma montañas, sobre la cual colocaban gran cantidad de racimos de plátano, que eran llevados en mulares, luego a los grandes mercados del principal puerto Guayaquil. La pesca era una labor muy interesante, siendo que era su alimentación y aún les reportaba dinero. Para lo que se valieron de atar rayas, éstas eran tejidas por los mismos aficionados a la pesca. Otra forma de pesca era la denominada seca de brazo que consistía en buscar el sitio donde el agua acorde pacíficamente, allí construían un cercado de madera tapando con abundantes hojas de vijao, plátano o toquilla. En esa agua detenida los peces se quedaban sin salida a lo que aprovechaban para tirar sus atar rayas, a la vez caían al denominado catàn que era un pequeño cajón donde los peces quedaban atrapados. Esto constituía el licor atractivo para el turismo ya que organizaban paseos desde la Sierra viajando a caballo para realizar esta pesca eran recibidos con cariño de verdaderos amigos siendo tan amables y diestros para esta labor organizaban el paseo al lugar escogido en el ríos, donde disfrutaban del baño y en sus orillas formaban ranchos de caña Guadua con techos de hojas de vijao otro quilla llegaban los elementos necesarios para la preparación del apetitoso plato típico yuca con pescado, pasaban noches muy divertidas con guitarras, cantos hábiles y el aguardiente llevado de las mismas fábricas.
Este relato de hecho en este año 1991 para la que escribe esta historia obliga a reconocer la ninguna reflexión del hombre actual, que sólo tratan de destruir, determinar las especies sin tomar en cuenta que las nuevas generaciones también necesitan de este alimento entregado por nuestro creador emplean para la pesca dinamita, barbasco, electricidad, siendo que nuestros mayores nos dieran ejemplo de proteger las especies dejando una verdadera herencia para sus hijos. En el año 1947 siendo autoridad de la parroquial señor Ulpiano Pino a los nueve años de su par organización en la fiesta patronal de la virgen de las Mercedes. Consciente de la labor de los hombres laboriosos, honrados y valientes desafiaron todos los peligros en su intervención pública dirigió su saludo a todo de sus hombres que mediante su esfuerzo y entusiasmo generoso dieron origen a que se formen esta parroquia. En su expresión dijo así.
“Loor a los distintos ciudadanos que con su trabajo honrado y constructor abrieron selvas inhóspitas convirtiendo su selvas vírgenes en grandes sembríos alimenticios. Respeto y venero esas frentes sudorosas, esas manos callosas en esas estaban como única herramienta el hacha y el machete y más que todo su voluntad ferrea, para vencer todas las dificultades y peligros hombres a quienes conozco y están aquí presentes han sido los primeros agricultores de esta generosa tierra ellos son los llamados “héroes de la selva” en ese momento nombró uno por uno a los hombres valientes militantes.
Ejemplo de generaciones que esperarán ayuda de gobernantes ni autoridad alguna, tampoco maquinarias moderna sino unidas como un solo hombre formaban mientras realizando trabajos de un verdadero alcance social y económico al haber estado presentes en este curso siendo de regocijo por qué se daban realce a su dura labor y se elevaba sus nombres llenos de regocijo aplaudieron y dieron vivaz por su intervención, en esta investigación hecha a las personas sobrevivientes que vivieron esta realidad piden que se estriba en esta historia los nombres de los ciudadanos que dejaron la herencia de su constante trabajo unión y generosidad siendo los señores:
Casimiro Ortega, Segundo Cutos, Reynaldo Algama, Manuel Baño, Rafael Albán, Tomás Tapia,
Manuel Coronado, Isaac Guzmán, Emilio Timbiano, Juan Osaita, Juan Guevara, Jacinto Pérez, Elías Baca, Tomás Villacís, Reimundo Coronado, Fermín Pino Fuentes, Daniel Pino Fuentes José Madrid, Rafael Borja, Víctor Montufar, Luis Jiménez, Cristóbal Sánchez, Rosendo López Teodomiro Vaca, Miguel Arcos, Francisco Espín, Amable Cela, Pablo Naranjo, Celidoneo Páez
Serafín Paredes, Juan de Dios Paredes, Reimundo Arcos, Ángel Gancino, Juan Bravo Julio Molina, Manuel Pérez, Francisco Mejía, Justo Tapia, Rodolfo Correa, Juan Teodoro Buchelì
 Germán Apunte.
 Personas que venían de la república de Colombia
Darío Burbano, Moisés Chamorro, Froylán Morales, Alberto Trujillo
Y más ciudadanos dignos de recordar los nombrados ciudadanos junto con sus familiares, trataron de mejorar sus viviendas, construyendo casas de madera cubiertas de toquilla, seguían abriendo caminos a base de minas. 
Buscaban profesores pagados por ellos para la enseñanza de sus hijos los familiares muy unidos formaban reuniones amenas, bailaban al son de una guitarra, y cantos muy alegres la juventud buscaba sus amigos en la vecina provincia de los ríos intercambiaban visitas llegando jóvenes de Barranco Colorado quienes eran amantes del deporte, siendo el fútbol el favorito, eran recibidos con mucho entusiasmo, pero carecían el sitio apropiado para esta actividad, por lo que solicitaron al señor Casimiro Ortega les permitiera un pequeño pedazo de su propiedad, solicitud que fue aceptada de inmediato despejaron un pequeño tratan al siendo este de calidad más que año. La juventud es entonces fueron Rafael Villacis, Juan Cevallos, Celidoneo Páez, Julio Pozo, César Jiménez, Cipriano Mera, Los amigos de Barranco Colorado, los hermanos Portilla, y más jóvenes de ese lugar.
Esto dio inicio a que de una manera muy generosa al señor Casimiro Ortega donara la extensión de terreno midiendo 100 metros cuadrados, lo que actualmente es la plaza central este gesto de filantropía las generaciones de Moraspungo nunca deben olvidar, debiendo inscribir su nombre en una placa recordatoria. Una vez formada esta plaza.
Construyeron casas de dos pisos de madera y echado de sin siendo la del señor Luis Jiménez, más tarde del señor Ulpiano Pino B. también del señor Cristóbal Sánchez algo que en la zona de Moraspungo llamaba la atención es que en la finca de san Fernando, habiendo sido dueño del señor Julio Albán y su esposa la señora Virginia Ávila, fue una de las fábricas de aguardiente la más tecnificadas de aquella época las masas moderadoras de la caña de azúcar, dice en eran de un tamaño superior a las que usaban. Estos eran movidas con fuerza hidráulica el jugo de caña confía por un canal construido en piedra y tal hasta llegar a las cubas por el otro canal confía el agua utilizada. La caña era conducida a la fábricas en cárceles alada por mulares por caminos construidos en forma adecuada. La carreta tenía dos ruedas bastante grandes y con cajón de madera. Estas ruedas según decían los que conocieron lastimosamente han desaparecido de lugar en la actual época; pero dicen que aún existen vestigios de esta grande industria seguramente las masas del trapiche y ruedas de la carreta y más indumentarias fueron arrastrados por bueyes hasta llegar a su debido sitio.
Moraspungo principal parroquia del cantón Pangua
Su producción agrícola, su pesca y sus gentes laboriosas fueron las notas del himno de gloria en la misma naturaleza en cargo de entregarle en altos laureles Izar la bandera que flamea simbolizando el progreso que le darán sus hijos que llaman y respetan su suelo.
Fueron gestores de su fundación los señores Fermín y Daniel Pino, José Madrid, Luis Jiménez, Roberto Trujillo, Cristóbal Sánchez, María Rafael Cutos Jiménez Amable Cela, Rafael Villacis, Aníbal Guevara, Rafael Borja, Honorato Pérez, Lautaro Montufar, Fernando Hoyos entre otros.
 Etimología
 Dos hipótesis:
1. Por la existencia abundante plantas de madera llamado Moral, en épocas de antaño y pungo significa puerta.
2. Por lo abundante de la mora silvestre: Moras y pungo significa puerta.

Recintos de la parroquia:
- Calope de Garrido,
- Calope de Muñoz,
- Catazacón,
- El Guabo,
- El Limón,
- Estero Hondo,
- Guapara,
- Guaparita,
- Jalligua Alto,
- Jesús del Gran Poder,
- La Esperanza de Jalligua,
- La Mariela,
- La Piedadcita,
- Las Juntas,
- Nueva Santa Rosa,
- Palo Seco,
- Piedra de la Cruz,
- Providencia Alta,
- Providencia Baja,
- San Antonio de Guapara,
- San Fernando,
- Sillagua,
- Sillagua1,
- Sillagua bajo,
- Sillagua 2.

- Datos: Q4745749